# Mirinzal
Mirinzal is een gemeente in de Braziliaanse deelstaat Maranhão. De gemeente telt 14.311 inwoners (schatting 2009).

## Geografie

### Aangrenzende gemeenten
De gemeente grenst aan Cedral, Central do Maranhão, Cururupu, Guimarães, Pinheiro, Porto Rico do Maranhão en Serrano do Maranhão.

### Beschermd gebied
- Reserva Extrativista do Quilombo do Frechal - Quilombo gemeenschap